# Divisão Especial Presidencial
Divisão Especial Presidencial (em francês:  Division Spéciale Présidentielle, DSP) foi uma força militar de elite criada pelo presidente do Zaire, Mobutu Sese Seko, em 1985  e encarregada de sua segurança pessoal. Chamada de Brigada Presidencial Especial antes de ser ampliada em 1986, foi uma das várias forças concorrentes diretamente ligadas ao presidente, juntamente com a Guarda Civil e o Service d'actions et de renseignements militaires.  Treinada por conselheiros israelenses, a Divisão Especial Presidencial esteve entre as poucas unidades pagas de forma adequada e regular. Foi comandada pelo primo de Mobutu, general Etienne Nzimbi Ngbale Kongo wa Basa. Os soldados foram recrutados apenas a partir da própria tribo de Mobutu.  A força foi usada para lidar com oponentes internos ou suspeitos. Pessoas eram levadas, torturadas, presas sem julgamento, exiladas para outra parte do país ou simplesmente desapareciam.
Depois que o Exército Patriótico Ruandês invadiu o norte de Ruanda no início da guerra civil, Mobutu enviou várias centenas de tropas da Divisão Especial Presidencial para auxiliar o governo de Juvénal Habyarimana. Em 1993, a Divisão Especial Presidencial foi enviada para reprimir os distúrbios em Masisi, Kivu do Norte, mas inflamou a situação depois que ficou do lado dos residentes hutus contra os indígenas Bahunde. Um relatório das Nações Unidas de 1996 observou que o primeiro-ministro Étienne Tshisekedi e sua equipe estiveram sujeitos a vigilância rotineira e assédio pelos soldados da Divisão Especial Presidencial.